# Niels Thomsen (grønlandsk politiker)
 For alternative betydninger, se Niels Thomsen. (Se også artikler, som begynder med Niels Thomsen)
Niels Thomsen (født 18. august 1981 i Ilulissat) er en grønlandsk politiker (Demokraterne) og forhenværende fodboldspiller. Han er gift og har to sønner med hustruen Pilunnguaq. Han blev student i 2004 fra gymnasiet i Nuuk, hvor han modtog Nunafondens pris for et godt resultat. I 2009 blev han cand.scient.adm. fra Institut for Administration på Ilisimatusarfik (Grønlands Universitet), hvor han modtog Grønlands Arbejdsgiverforenings pris for flid, dygtighed og god indsats i forbindeldse med studierne. Som ung spillede han på det grønlandske fodboldlandshold og var med til at vinde grønlandsmesterskaberne i fodbold flere gange.

## Politisk karriere
I 2009 blev han valgt til Grønlands lovgivende forsamling Inatsisartut for det socialliberale parti Demokraterne. Ved valget opnåede han det syvende største antal personlige stemmer. Han blev hurtigt partiets politiske ordfører, og markerede sig særligt på det økonomiske område og uddannelsesområdet samt ikke mindst ved en aktiv afstandstagen til forskelsbehandling og diskrimination; sidstnævnte bragte ham i opposition til toneangivende politiske kredse i Grønland.
Den 1. december 2011 frasagde Niels Thomsen sig sit mandat i Inatsisartut med virkning fra 15. december 2011 med henblik på at forfølge en erhvervsmæssig karriere. Siden har han været direktør for selskabet Halibut Greenland A/S.
Niels Thomsen blev ved landstingetsvalget 24. april 2018 valgt ind for Demokraterne med 9,3% af samtlige stemmer, hvilket var det næsthøjeste stemmetal kun overgået af Sara Olsvigs 11,5%. Han meddelte samtidig, at han vil fortsætte i sin direktørstilling sideløbende med arbejdet som landstingsmedlem.
Han trak sig i 2019 fra politik efter en lang række personangreb og en sygeperiode med stres.  Baggrunden var at han i 2002 afsonede fire måneder i anstalten for domfældte i Aasiaat, dømt for vold..